# Témoin à charge (nouvelle)
Pour les articles homonymes, voir Témoin à charge.
Témoin à charge (The Witness for the Prosecution) est une nouvelle policière d'Agatha Christie.
Initialement publiée le 31 janvier 1925 dans la revue Sunday Chronicle Annual aux États-Unis, cette nouvelle a été reprise en recueil en 1933 dans The Hound of Death and Other Stories au Royaume-Uni. Elle a été publiée pour la première fois en France dans le recueil Témoin à charge en 1969.

## Résumé
Leonard Vole est arrêté pour le meurtre d'Emily French, une femme âgée riche. Ignorant qu'il était marié, Miss French a fait de lui son principal héritier, ce qui le rend suspect. Lorsque sa femme, Romaine, accepte de témoigner, elle le fait non pas pour défendre Leonard mais comme témoin à charge. La décision de Romaine fait partie d'un plan compliqué pour faire libérer son mari. Elle donne d'abord à l'accusation ses preuves les plus solides, puis fabrique de nouvelles preuves qui discréditent son témoignage, dans l'espoir d'améliorer les chances d'acquittement de Leonard. Il est ensuite révélé que Leonard Vole a effectivement tué Emily French.
L'histoire originale se terminait brusquement avec Mme Vole révélant savoir que son mari était bien coupable. Au fil du temps, Agatha Christie est devenue insatisfaite de cette fin. Dans sa réécriture de l'histoire comme une pièce de théâtre, elle a donné à Leonard une maîtresse qui n'apparaît pas avant la fin de la pièce. Leonard et sa maîtresse sont sur le point de quitter Romaine ("Christine" dans les versions cinéma et télévision), qui doit être arrêtée pour parjure, quand celle-ci attrape un couteau et poignarde Leonard à mort.

## Publications
Avant la publication dans un recueil, la nouvelle avait fait l'objet de publications dans des revues :
- le 31 janvier 1925, aux États-Unis, sous le titre « Traitor Hands », dans la revue Flynn's Weekly[1] ;
- à Noël 1936, au Royaume-Uni, dans le journal Yorkshire Evening News[2] ;
- en janvier 1944, aux États-Unis, dans le no 14 (vol. 5) de la revue Ellery Queen's Mystery Magazine[3] ;
- en janvier 1949, au Royaume-Uni, dans le no 6 (vol. 10) de la revue Argosy[4] ;
- en juin 1953, au Royaume-Uni, dans le no 4 (vol. 2) de la revue MacKill’s Mystery Magazine[5].

La nouvelle a ensuite fait partie de nombreux recueils :
- en octobre 1933, au Royaume-Uni, dans The Hound of Death and Other Stories[1] (avec 11 autres nouvelles) ;
- en 1948, aux États-Unis, dans The Witness for the Prosecution and Other Stories[1] (avec 10 autres nouvelles) ;
- en 1966, aux États-Unis, dans Surprise! Surprise! (avec 11 autres nouvelles) ;
- en 1969, en France, dans Témoin à charge (avec 7 autres nouvelles).

## Adaptations
La nouvelle a connu de nombreuses adaptations :
Cinéma
- 1957 : Témoin à charge (Witness for the Prosecution), film américain de Billy Wilder, avec Marlène Dietrich et Charles Laughton.

Télévision
- 1949 : Witness for the Prosecution, téléfilm britannique de John Glyn-Jones.
- 1982 : Witness for the Prosecution, téléfilm britannico-américain d'Alan Gibson, avec Beau Bridges et Diana Rigg.
- 2016 : Témoin à charge, mini-série britannique de Julian Jarrold.

Théâtre
- 1953 : Témoin à charge (Witness for the Prosecution), pièce de théâtre adaptée par Agatha Christie elle-même, jouée pour la première fois en octobre 1953 à Londres.
Il y a quelques différences avec la nouvelle : un personnage change de nom, et la fin n'est pas la même, Agatha Christie en cherchant une plus dramatique et violente.